# Deiniolen
Deiniolen är en by i Gwynedd i Wales. Byn är belägen 196,3 km 
från Cardiff. Orten har 1 540 invånare (2016).